# Oceanarium

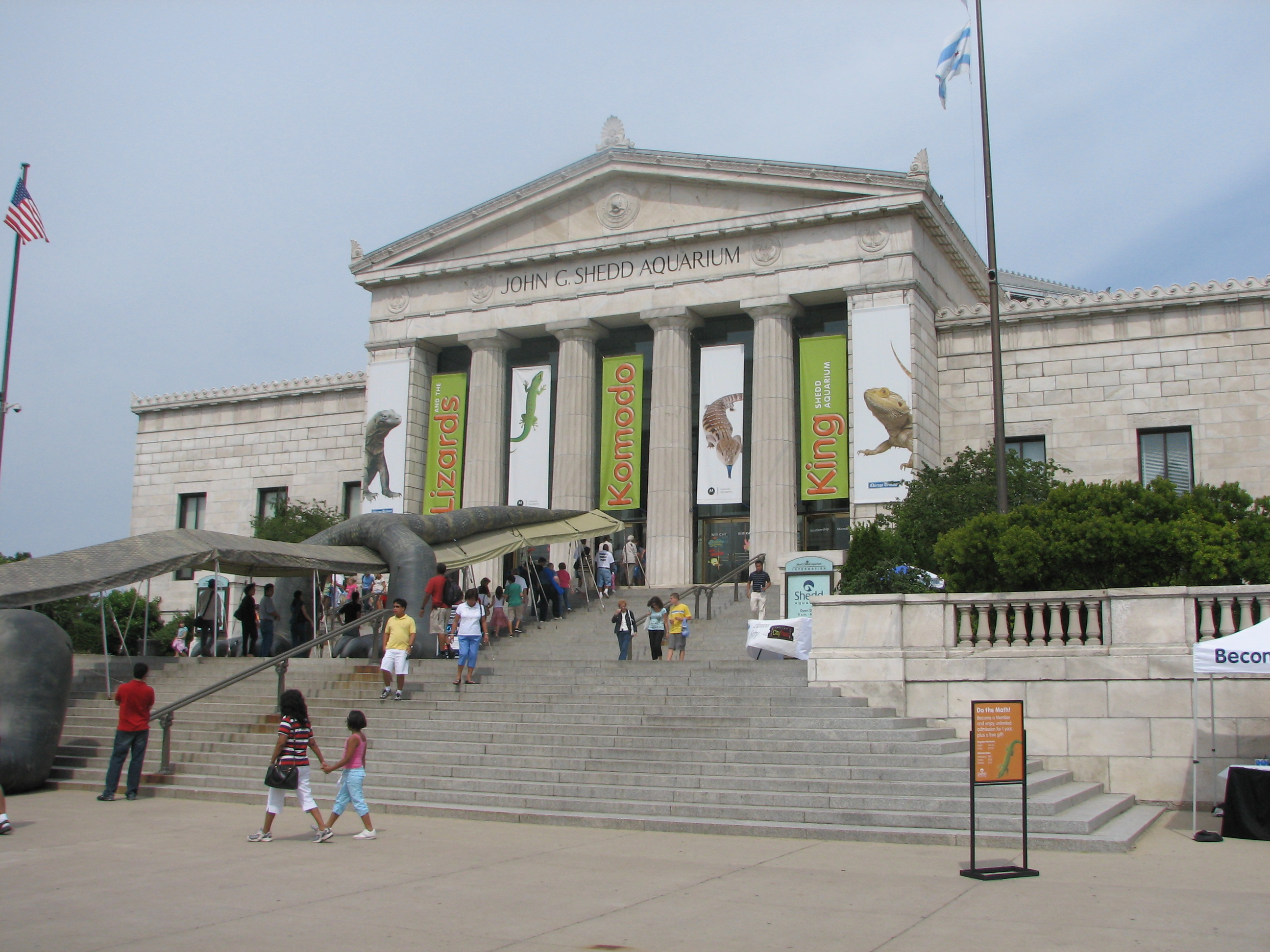
Shedd Aquarium w Chicago

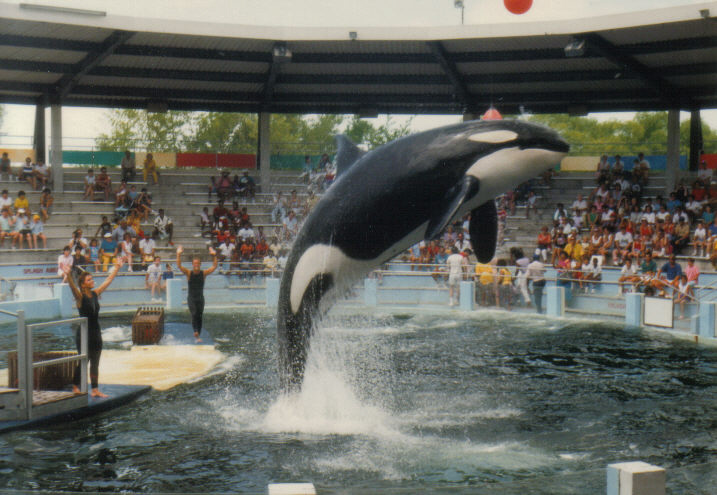
Miami Seaquarium w Virginia West k/Miami

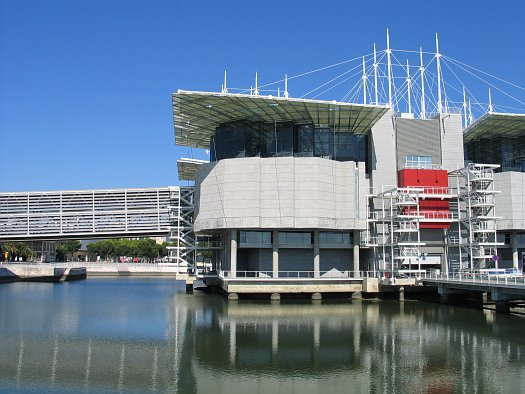
Oceanarium w Lizbonie

Oceanarium, akwarium morskie – zespół zbiorników wypełnionych wodą morską przeznaczonych do hodowli fauny i flory morskiej oraz oceanicznej. Oceanarium może być wykorzystywane do hodowli, prezentacji roślin i zwierząt oraz do prowadzenia badań nad ich biologią i psychiką. Oceanaria mogą być tworzone w formie akwarium, basenu lub specjalnie wydzielonej przybrzeżnej części morza. Podjęto również próby hodowli w oceanariach wielorybów oraz ryb głębinowych. Szczególnym rodzajem oceanarium jest delfinarium, a jego rozwiniętą formą – morski park rozrywki.

## Oceanaria na świecie
Do znanych oceanariów należą zlokalizowane w takich miastach jak m.in.:
Ameryka Północna
- Chicago – Shedd Aquarium (akwarium słodko- i słonowodne z przewagą ekspozycji oceanicznej)
- Nowy Jork – New York Aquarium (założone w 1896[4])
- Orlando – SeaWorld Orlando (morski park rozrywki)
- Riverhead – Atlantis Marine World (morski park rozrywki m.in. z pingwinarium i oceanarium, ale przede wszystkim największe na świecie słodkowodne akwarium amazońskie[5])
- Saint Augustine – Marineland of Florida (założone w 1937 – obecnie morski park rozrywki)
- San Antonio – SeaWorld San Antonio (powierzchnia 100 ha – morski park rozrywki)

Australia i Oceania
- Hawaje
  - Honolulu – Waikīkī Aquarium specjalizujące się w hodowli ryb raf koralowych, udostępnione zwiedzającym 19 marca 1904 r., znane także jako Honolulu Aquarium[6]
  - Māʻalaea – Maui Ocean Center, tropikalne akwarium rafowe udostępnione 18 marca 1998 r.[7]
- Sydney – Sydney Aquarium (założone w 1988 r., akwarium z przewagą wystaw słonowodnych, m.in. Mermaid Lagoon, Southern Ocean oraz Northern Ocean[8])

Azja
- Hongkong – Ocean Park Hong Kong (założone w 1977 r. – morski park rozrywki, m.in. z oceanarium oraz kolejka górska[9])
- Kushimoto – wieża obserwacyjna pod morzem oraz akwarium w parku morskim Kushimoto Marine Park Center
- Nagoja – Port of Nagoya Public Aquarium (Oceanarium „The Ocean” oraz specjalne Akwarium Arktyczne „the Antarctic”
- Tokio – Tokio Sea Life Park w parku Kasai Rinkai (typowy morski park rozrywki z akwarium (słodko- i słonowodnym) i pingwinarium, a także miejscem na biwakowanie, obserwacje ptaków, gry zespołowe, do parku przylega Disneyland )

Europa
- Amsterdam – akwarium w Natura Artis Magistra[10]
- Barcelona – L’Aquàrium de Barcelona (oceanarium z muzeum edukacyjnym )
- Berlin – akwarium w ogrodzie zoologicznym Hauptstadt Zoo Aquarium (sukcesor legendarnego Aquarium Unter den Linden z 1869 ), morski park rozrywki „Aqua Dom” – Sea Life Berlin – największe na świecie akwarium cylindryczne sealifeeurope.com
- Edynburg – Deep Sea World
- Genua – Acquario di Genova w formie wioski morskiej z ogrodem botanicznym i muzeum acquariodigenova.it
- Hellabrunn k. Monachium – ogród zoologiczny Münchener Tierpark Hellabrunn AG (akwarium morskie założone w 1938 r.[11])
- Kolonia – akwarium w Kölner Zoo (słodkowodne Akwarium Renu oraz morskie Akwarium Pacyfiku[12])
- Lizbona – Oceanário de Lisboa, największe zamknięte oceanarium w Europie
- Monako – Musée Océanographique de Monaco (Monakijskie Muzeum Oceanograficzne działające przy Instytucie Oceangoraficznym w Paryżu), znajduje się tu ok. 400 gatunków ryb[13]
- Neapol – Stazione Zoologica Anton Dohrn di Napoli (akwarium tutaj otwarto w 1874, jako siódme akwarium publiczne w Europie)
- Plymouth – National Marine Aquarium
- Rotterdam – „Oceanium” w Stichting Koninklijke Rotterdamse Diergaarde otwarte w 2001
- Stambuł – TurkuaZoo w Stambule, największe pod względem powierzchni w Europie, a trzecie na świecie
- Stuttgart – akwarium w ogrodzie botaniczno-zoologicznym Wilhelma (otwarte w 1967 )

## Oceanaria w Polsce

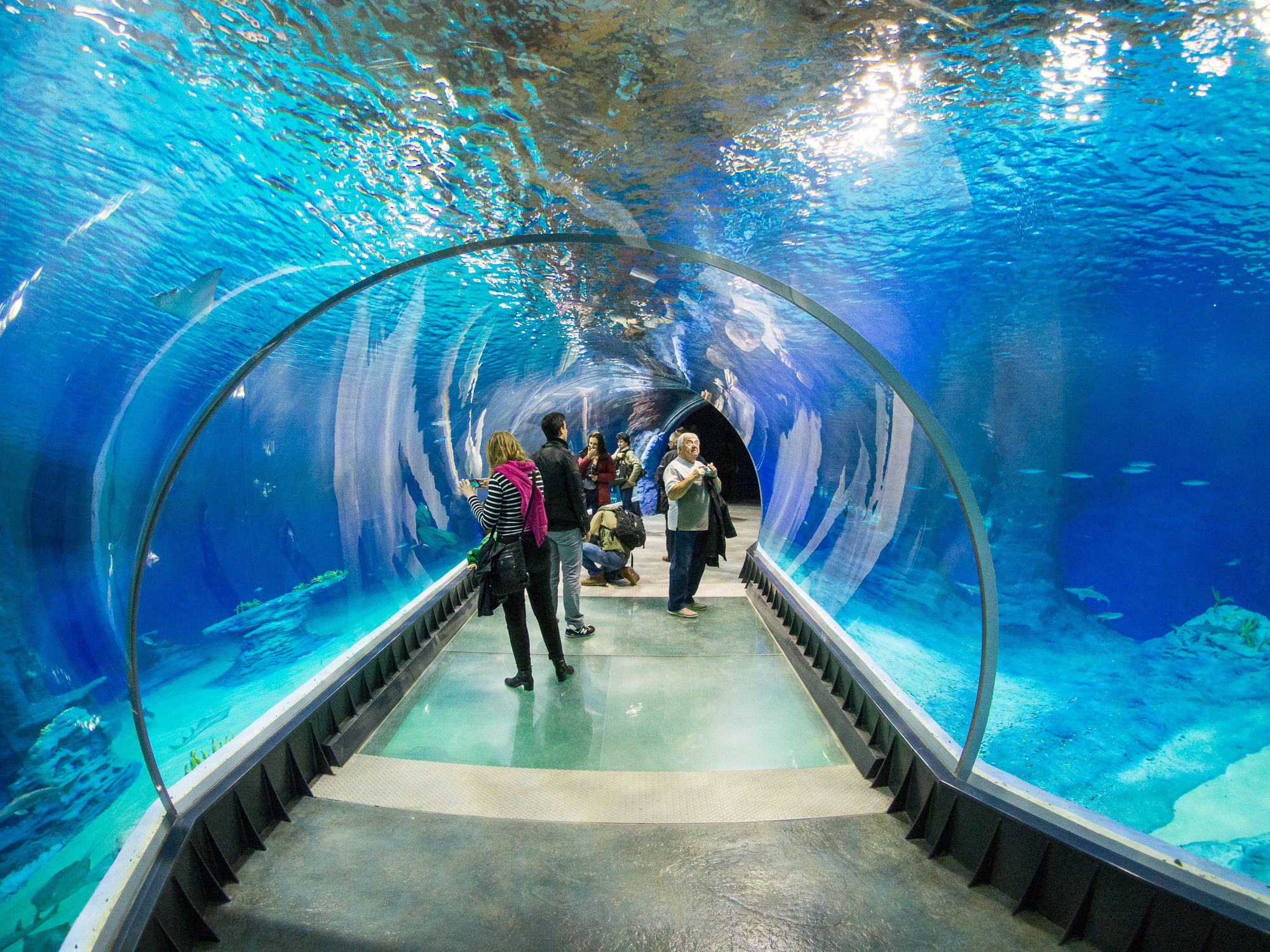
Afrykarium-Oceanarium we Wrocławiu

Największe oceanarium w Polsce – Afrykarium – znajduje się w ogrodzie zoologicznym we Wrocławiu.
Oceanaria znajdują się także w Gdyni (Akwarium Gdyńskie) oraz Krakowie (w Krakowskim Aquarium, ale akwarium morskie znajduje się także w egzotarium krakowskiego zoo). Od 2007 r. do 8 maja 2008 r. w warszawskim Centrum Handlowym Blue City można było zwiedzać tymczasowe oceanarium o charakterze wystawienniczym – powierzchnia akwariów wynosiła tam 1,5 tys. m². Natomiast w 2010 r. w warszawskim zoo został udostępniony zbiornik morski, w którym eksponowane są rekiny i płaszczki.
1 kwietnia 2011 w Międzyzdrojach otwarto mobilne „Oceanarium na Promenadzie Gwiazd” (które w latach 2004–2006 było w Krakowie, 2007–2008 w Warszawie, 2010–2011 w Szczecinie).
W Ochabach w Parku Rozrywki i Edukacji Dream Park Ochaby powstało „Prehistoryczne Oceanarium”. W 2016 roku powstał również obiekt w województwie świętokrzyskim: Oceanika (Kompleks Świętokrzyska Polana, Chrusty, 7km od Kielc), w których znajduje się prawie 300 tys. litrów wody, ponad 500 gatunków zwierząt i 13 biotopów.